# São Cristóvão do Douro
São Cristóvão do Douro ist ein Ort und eine ehemalige Gemeinde im Norden Portugals. Die ehemalige Gemeinde liegt im Weinbaugebiet Alto Douro, das als älteste geschützte Weinbauregion der Welt seit 2001 zum UNESCO-Welterbe gehört. Der namensgebende Fluss Douro durchfließt das Gemeindegebiet, der Miradouro von São Cristóvão do Douro gilt als einer der schönsten Aussichtspunkte über den Fluss.

## Geschichte
Der heutige Ort entstand nach der mittelalterlichen Reconquista im Zuge der Neubesiedlungen. 1140 wurde der Ort erstmals offiziell vermerkt, als ein kleiner zu Provesende gehörender Ort. Wenig später gründeten hier diese wenigen Siedler eine eigene Gemeinde.
1514 wurden hier vier Haushalte gezählt, 1530 waren es sechs. Der Ort entwickelte sich im Laufe des 16. und 17. Jahrhunderts langsam. Im Jahr 1758 wurde es als Ortschaft von 46 Haushalten mit 114 Einwohnern aufgeführt und gehörte zu Gouvães do Douro. 1801 zählte man hier 142 Einwohner.
Mit der Auflösung des Kreises Gouvães do Douro 1834 wurde São Cristóvão do Douro schließlich eine eigenständige Gemeinde und dem Kreis Provesende angegliedert, nach dessen Auflösung 1853 kam die Gemeinde zum Kreis Sabrosa.
Im Jahr 1849 zählte die Gemeinde São Cristóvão do Douro 70 Haushalte mit 216 Einwohnern. Die Zahl stieg bis auf 404 im Jahr 1864, danach hielt sie sich halbwegs stabil um 400 herum, um seit den 1960ern stetig zu sinken. Zählte man 1960 noch 352 Einwohner, so waren es 2011 nur noch 160. Mit der Gemeindereform 2013 wurde die Gemeinde schließlich aufgelöst und in die neugeschaffene Gemeinde Provesende, Gouvães do Douro e São Cristóvão do Douro eingegliedert.

## Verwaltung
São Cristóvão do Douro war eine eigene (Freguesia) im Kreis (Concelho) von Sabrosa im Distrikt Vila Real. Die Gemeinde hatte 160 Einwohner und eine Fläche von 2,94 km² (Stand 30. Juni 2011).
Folgende Ortschaften und Landgüter (Quintas) gehörten zur Gemeinde:
- Carrasco
- Quinta da Costa
- Quinta do Junco
- São Cristovão do Douro

Mit der Gebietsreform vom 29. September 2013 wurden die Gemeinden São Cristóvão do Douro, Provesende und Gouvães do Douro zur neuen Gemeinde União das Freguesias de Provesende, Gouvães do Douro e São Cristóvão do Douro zusammengeschlossen, Provesende wurde Sitz der Gemeinde.